# Riad Benchadi
 (mai 2019).
Riad Benchadi est un footballeur algérien né le 7 novembre 1978 à Batna. Il évoluait au poste d'arrière gauche.

## Biographie
Riad Benchadi évolue en première division algérienne avec les clubs du CA Batna, du CA Bordj Bou Arreridj, et de l'ES Sétif. De 2002 à 2014, il dispute 184 matchs en première division, inscrivant quatre buts. Ses statistiques avant 2002 ne sont pas connues.
Il participe avec le club de Sétif à la Ligue des champions d'Afrique en 2008, 2010 et 2013. Il joue un total de huit matchs dans cette compétition. Le 16 octobre 2019, il dispute avec Sétif les demi-finales de la Coupe de la confédération, face au club nigérian de Bayelsa United. Il ne joue en revanche pas la finale perdue par son équipe face au Stade malien.

## Palmarès
- Champion d'Algérie en 2007, 2009, 2012 et 2013 avec l'ES Sétif
- Vice-champion d'Algérie en 2010 avec l'ES Sétif
- Vainqueur de la Coupe d'Algérie en 2012 avec l'ES Sétif
- Finaliste de la Supercoupe d'Algérie en 2007 avec l'ES Sétif
- Vainqueur de la Ligue des champions arabes en 2007 et 2008 avec l'ES Sétif
- Vainqueur de la Coupe nord-africaine des clubs champions en 2009 avec l'ES Sétif
- Vainqueur de la Coupe nord-africaine des vainqueurs de coupe en 2010 avec l'ES Sétif
- Vainqueur de la Supercoupe de l'UNAF en 2010 avec l'ES Sétif